# 長野県蘇南高等学校
長野県蘇南高等学校（ながのけん そなんこうとうがっこう）は、長野県木曽郡南木曽町読書に所在する公立の高等学校。

## 設置学科
総合学科
- 文理系列
- 経営ビジネス系列
- ものづくり系列

## 概要
総合学科のため、長野県全域から志願できる。
木曽南西部に所在し、県境に近い岐阜県中津川市などの志願者も、隣接特例で志願できる。
文化祭は「蘇峡祭」と称する。

## 沿革
- 1953年（昭和28年）4月15日 - 組合立蘇南高等学校として開校。普通科を設置。
- 1957年（昭和32年）4月 - 長野県に移管、長野県蘇南高等学校となる。
- 1962年（昭和37年）4月1日 - 商業科を設置。
- 1963年（昭和38年）4月1日 - 電気科を設置。
- 2009年（平成21年）4月1日 - 3学科に替え、総合学科を設置。
- 2014年（平成26年）7月10日 - 7月14日：台風8号に伴う土石流のため休校。
- 2014年（平成26年）7月18日 - 7月20日に予定されていた蘇南高等学校文化祭（蘇峡祭）が中止。

## 教育目標
「開拓者の精神を具現することのできる学校を」という建学の精神に基づいて次の目標を定め、地域社会の期待にこたえることのできる人材の育成を目指す。
- 青年らしい公明で誠実な生き方と豊な社会性を身につける
- 学問と心理を愛し追求する力を身につける
- 自主的、自立的な生活態度を養い自己の進路を切り開く力を身につける

## 校章
五葉の花弁の中心に高の文字（五葉の花弁は発足時の学校組合（読書村、吾妻村、田立村、山口村 、神坂村 ）を示す）。

## 最寄り駅
- JR中央本線 南木曽駅下車、徒歩で約15分。

## 部活動
- バドミントン部
- 硬式野球部
- サッカー部
- 女子バレーボール部
- 男子バレーボール部
- 男子バスケットボール部
- 卓球部
- 弓道部
- 茶道部
- 女子バスケットボール同好会
- テニス同好会
- 音楽部
- 軽音楽部

## 出身者
- 小幡義樹（高松空港代表取締役社長、三菱地所ハウスネット代表取締役社長）
- 勝野龍平（日本政策金融公庫代表取締役中小事業本部長、経済産業省地域経済産業審議官、近畿経済産業局長）
- 勝野正之（FC岐阜元監督）
- 外波山文明（俳優・声優）